# San Vicente de la Barquera

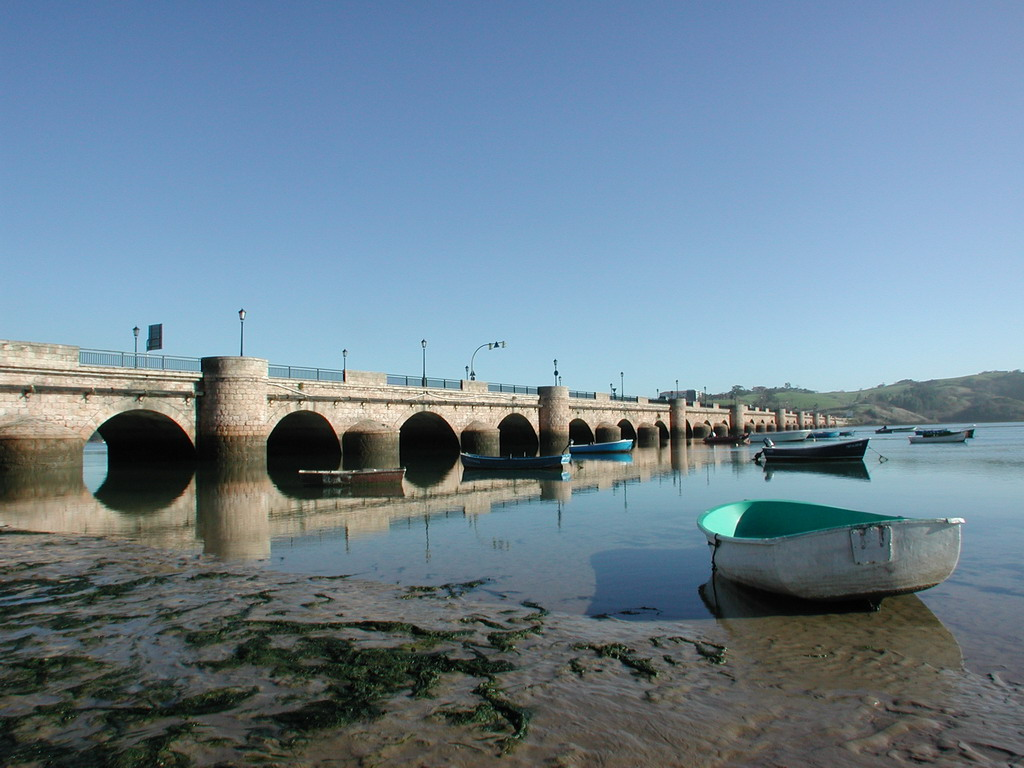
Brug in San Vicente de la Barquera.

San Vicente de la Barquera is een gemeente in de Spaanse provincie Cantabrië in de regio Cantabrië met een oppervlakte van 41 km². San Vicente de la Barquera telt 4.196 inwoners (1 januari 2016).

## Demografische ontwikkeling

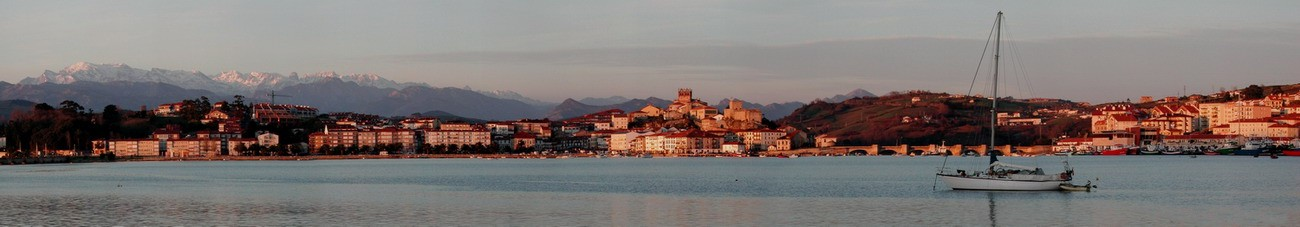
Zicht op San Vicente de la Barquera vroeg in de morgen met de Picos de Europa op de achtergrond.

Bron: INE; 1857-2011: volkstellingen